# The Seer
The Seer ist eine deutsche Folk-Rock-Band aus Augsburg, die eine Mischung aus hymnenhaftem Rock und Folk-Elementen spielt.

## Geschichte
The Seer wurde 1990 von den Brüdern Jürgen („Shook“) und Peter Seipt (zuvor bei Goethes Erben) gegründet. Anfangs noch als Trio mit dem Schlagzeuger Stephan Daffner, der jedoch bald durch Michael Nigg ersetzt wurde, entwickelte die Band einen eigenständigen Stil, der sich an Bands wie U2 und Big Country orientiert. (Auf einen Albumtitel der Letzteren geht auch der Bandname zurück.)
1992 stieg Jürgen Nils Möller als Bassist ein, im Jahr darauf der Multi-Instrumentalist Jo Corda, der zuerst als Roadie mit der Band in Kontakt gekommen war. Er brachte mit Mandoline und Geige folkige Spurenelemente in den Sound der Band. Mit dieser Mischung aus hymnenhaftem Rock- und Folk-Anklängen erspielten sich The Seer den Ruf einer exzellenten Live-Band und gelangten so ins Vorprogramm der stilistisch nahestehenden The Hooters. In diesen ersten Jahren entstanden einige Demo-Kassetten, die auf Konzerten verkauft wurden.
1994 unterzeichnete die Band ihren ersten Plattenvertrag mit der BMG Ariola. Noch im selben Jahr wurde mit dem Produzenten Nick Griffiths in einer ehemaligen amerikanischen Militärkapelle in Augsburg das Debüt-Album Across the Border aufgenommen, welches im Juni 1995 erschien. Es folgte eine ausgedehnte Tournee durch ganz Deutschland, unter anderem im Vorprogramm des ehemaligen Marillion-Sängers Fish.
1996 entstand mit dem Produzenten Peter Walsh u. a. in den Real World Studios von Peter Gabriel das Album Own World, an dessen Veröffentlichung im Oktober sich erneut eine lange Tournee anschloss, in der The Seer u. a. als Vorband für Joe Cocker, The Who und die Scorpions fungierten. 1997 wirkte Michael Nigg als Gastmusiker auf dem Simple-Minds-Album Néapolis mit.
Im Juni 1998 erschien das erneut von Peter Walsh produzierte Album Liquid, das einerseits eine Abwendung vom Folk-Rock markierte, andererseits aber mit Please den bislang größten Singlehit der Band hervorbrachte. Teile des Albums hatte die Band im eigenen „Black Lab“-Studio in Augsburg aufgenommen, in dem auch weite Teile der folgenden Alben produziert wurden. Im Dezember wurde bei drei Konzerten in Augsburg das Live-Album Organic mitgeschnitten, welches im März 1999 erschien.
In den folgenden Jahren tourte die Band regelmäßig, erst im Juni 2002 aber erschien das Album Rise beim Label Point Music. Produziert von Ken Rose und einige Monate zuvor bereits unter dem Titel „01|02“ in limitierter Auflage auf Konzerten verkauft, stand dieses Album für einen erneuten sanften Stilwechsel, diesmal in Richtung radiotauglicher Britpop. Mittlerweile steht die Band nach eigener Aussage nicht mehr hundertprozentig hinter dem Album.
2003 stellte die Band eine CD mit unveröffentlichten Aufnahmen aus der gesamten Bandgeschichte zusammen, die unter dem Titel Retrospective in einer auf 800 Stück limitierten Auflage erschien und über das Internet vertrieben wurde.
Im Mai 2005 erschien das Album Arrival, produziert von The Seer selbst und Siggi Bemm, auf dem die Band sich wieder mehr ihrem ursprünglichen Stil zuwendete. Gleichzeitig wurde die DVD The Seer 1990–2005 veröffentlicht, die 15 Jahre Bandgeschichte dokumentiert.
Im April 2006 erschien Retrospective Vol. 2 mit weiteren unveröffentlichten Aufnahmen, auch diesmal in einer Auflage von 800 Stück.
Im Dezember 2006 zeichnete die Band zwei ausverkaufte Shows im Parktheater Augsburg auf, um ein neues Livealbum zu produzieren. Die Band arbeitete hierbei wieder mit Peter Walsh, dem Produzenten von Liquid und Own World, zusammen, der das Album in seinem Studio in Düsseldorf abmischte. Das Album Live und die gleichnamige DVD (mit erweiterter Tracklist) erschienen im Juni 2007. Zeitgleich wurden die fünf Studioalben sowie die erste Live-CD Organic beim Label F.A.M.E. wieder veröffentlicht.
Am 23. April 2010 veröffentlichten The Seer ihr sechstes, von Chris Wolff produziertes Studioalbum Heading for the Sun. In derselben Konstellation entstand Wide Eyed Walker, das am 21. September 2012 erschien. Ende Juli 2013 traten The Seer erneut drei Mal als Vorgruppe von The Hooters im Rahmen deren 33 1/3-Tournee auf.
Für das am 9. März 2018 erschienene Album Messages From The Black Lab arbeitete die Band erneut mit dem Produzenten Peter Walsh zusammen. Der Titel bezieht sich auf den seit jeher „Black Lab“ genannten Band-Proberaum.
2020 war für The Seer ein doppeltes Jubiläumsjahr: Einerseits bestand die Band seit 30 Jahren, andererseits wurde vor 25 Jahren das bahnbrechende Album „Across the Border“ veröffentlicht. Die geplante Jubiläums-Tour musste jedoch aufgrund der COVID-19-Pandemie entfallen bzw. verschoben werden.
Stattdessen veröffentlichten The Seer in dieser Zeit im Eigenverlag mit Rewind ein weiteres Retrospektiven-Album, das teils bisher unveröffentlichte, teils bereits auf den zwischenzeitlich vergriffenen Alben Retrospective Vol. 1 bzw. Retrospective Vol. 2 enthaltene Demo-Versionen von Songs aus der Anfangszeit der Band umfasste. Das 25-jährige Jubiläum des Debütalbums Across the Border feierte The Seer mit der Veröffentlichung der EP Across the Border 25, die sechs verschiedene Versionen des Titelsongs enthält.
Im Jahr 2022 holten The Seer die ausgefallene Jubiläums-Tour nach, u. a. mit zwei ausverkauften Konzerten im Augsburger „Spectrum“.

## Diskografie

### Alben
- TIR, Land of Legend, Colours of October, Winter – Demo-Kassetten, 1990–1994
- Across the Border – 1995, BMG Ariola
- Own World – 1996, BMG Ariola
- Liquid – 1998, BMG Ariola
- Organic (live) – 1999, BMG Ariola
- 01|02 – 2001, Point (Vorabveröffentlichung von 'Rise')
- Rise – 2002, Point
- Retrospective – 2003, Point
- Arrival – 2005, Popvirus/Weltbild
- Retrospective Vol. 2 – 2006, Artmode
- Live – 2007, F.A.M.E.
- Heading for the Sun – 2010, F.A.M.E.
- Wide Eyed Walker – 2012, F.A.M.E.
- The Best of The Seer – 2014, Artmode (Doppel-CD)
- Messages From The Black Lab – 2018, F.A.M.E.
- Across The Border 25 – 2020, Eigenverlag (EP)
- Rewind – 2020, Eigenverlag

- Neuauflagen der Alben Across the Border, Own World, Liquid, Organic, Rise und Arrival – 2007, F.A.M.E.

### Singles
- Take a Walk with Me – 1995, BMG Ariola
- The World Cries Love – 1996, BMG Ariola
- Across the Border – 1996, BMG Ariola
- Starting at the End – 1996, BMG Ariola
- River – 1997, BMG Ariola
- Please – 1998, BMG Ariola
- Turn – 2002, Point
- Lighthouse – 2003, Point
- Away from Here/Shadowland – 2005, Popvirus/Weltbild
- Raining – 2010, F.A.M.E.
- Fallen Leaves – 2010, F.A.M.E.
- Wishful Thinking – 2011, F.A.M.E.
- Gone Forever – 2012, F.A.M.E.

### DVDs
- The Seer 1990–2005 – 2005, Popvirus/Weltbild (mit Interviews und Konzertaufnahmen)
- Live – 2007, F.A.M.E.

## Trivia
- Die Plattenfirma bewarb das Album Own World mit dem Spruch „If reality is boring – just build your own world“. Im gleichnamigen Song heißt es dagegen „stop living in your own world“.
- Der Geiger Jo Corda – hauptberuflich Lehrer – nutzte in der tourintensiven Zeit 1995/96 die Pausen zwischen Soundcheck und Konzert dazu, die Hausaufgaben seiner Schüler zu korrigieren; Jürgen Seipt ist ebenfalls Lehrer (an einer bayerischen Realschule).
- Michael Nigg firmiert auf dem Simple-Minds-Album Néapolis als „Michael Niggs“.
- Die Streicherparts für Please wurden in Prag aufgenommen.
- Der Song The World Cries Love wurde für die Veröffentlichung als Radio-Single von Peter Walsh neu produziert, teils unter Verwendung einzelner Spuren der auf dem Album Across the Border enthaltenen Originalversion, teils mit Neuaufnahmen. Die Single enthält neben der kürzeren „Radio Version“ auch eine etwas irreführend so bezeichnete „Album Version“, bei der es sich tatsächlich um eine längere Fassung des neu produzierten Songs handelt, und nicht um die auf Across the Border veröffentlichte Aufnahme.